# Scarpa talus
La scarpa talus è una calzatura di tipo ortopedico che viene usata per evitare di caricare la parte anteriore del piede. Questa è indicata nel decorso post-operatorio dopo interventi riguardanti le dita del piede come, ad esempio, le operazioni all'alluce valgo. Anche a seguito di fratture delle dita del piede viene consigliata per evitare carichi sulla zona. La forma della scarpa permette infatti di caricare il peso sulla parte posteriore del piede.